# Врата раја (филм)
Врата раја (енгл. Heaven's Gate) амерички је епски вестерн филм из 1980. који је написао и режирао Мајкл Чимино. Делимично заснован на истинитим догађајима (рат у округу Џонсон), филм се врти око измишљеног сукоба између земљопоседника и европских имиграната у држави Вајоминг током 1890-их.
Радња филма се окреће око спора између земаљских барона и европских имиграната скромног имовинског стања у Вајомингу 1890-их.

## Радња
Пролог - Харвард, 1870.
Година је 1870., а два младића – Џим Аверел и Вилијам „Били“ Ирвајн – управо завршавају студије на Универзитету Харвард. У великој сали, пречасни доктор се обраћа студентима и говори им о сукобу „питомих умова и некултивисаних“ и важности „васпитавања нације“. Ирвајн, сјајан студент, али очигледно под дејством алкохола, тада преузима реч и износи своје супротне ставове, који укључују непоштовање професора. Након тога следи велика прослава дипломе, због чега ученици мушког пола серенаде присутним девојкама, укључујући и Аверелову девојку.
Округ Џонсон (Вајоминг), 1890.
Двадесет година касније, Аверил пролази кроз град Каспер (Вајоминг) на путу за округ Џонсон, где сада служи као маршал. Сиромашни европски имигранти који су тек стигли у регион налазе се у сукобу са богатим, етаблираним земљопоседницима и сточарима организованим у Удружење узгајивача стоке Вајоминга; Новопридошли досељеници, заправо, с времена на време краду своју стоку да би се прехранили. Нејт Чемпион, Аверелов пријатељ и унајмљени сточар, убија једног имигранта под сумњом за крађу и ослобађа другог кога је ухватио у крађи. Током званичног састанка, вођа сточарске организације, Френк Кантон, обавештава остале чланове - укључујући и пијаног Ирвина - о свом плану да убије 125 досељеника, које назива "лоповима и анархистима", а који се налазе на списку који је направио. Ирвајн изражава своје неслагање са плановима. Док остали чланови гласају о плану, Ирвин напушта састанак и састаје се са Аверилом, говорећи му о "листи смрти" коју је организација саставила. Аверел се тада супротставља Кантону и удара га када напушта организацију. Те ноћи, Кантон почиње да регрутује људе да изврше убиства свих досељеника са „листе смрти“.
Ели Вотсон, управници јавне куће из Квебека која понекад прихвата украдену стоку као плаћање за своје проститутке, удварају се и Аверил и Чемпион. Ускоро Аверил и Вотсон плешу са другим насељеницима на ролерима, а касније и сами на великом клизалишту званом Врата раја, које је изградио локални предузетник Џон Л. Бриџис. Аверил добија списак умрлих и касније чита сва имена насељеницима који су застрашени. Кали, управник станице и пријатељ Аверила, види воз који превози Кантонске плаћенике како иде на сјевер и одлази да упозори остале имигранте, али бива убијен на путу. Касније, група мушкараца напада Елин бордел и силује је; Аверил је спасава и убија све осим једног. Чемпион, схватајући да његови шефови желе да елиминишу Елу, одлази у Кантонов камп и убија последњег Елиног силоватеља, а затим одбија да учествује у масакру досељеника.
Кантон и његови људи наилазе на једног од Шампионових пријатеља, Трапера, који напушта његову кабину. Кантон каже Траперу да има само један минут да упозори Чемпиона и његовог штићеника Ника Реја да их Кантон и његови људи чекају напољу. Након што их је упозорио, Трапер напушта кабину, али је одмах убијен у пуцњави. У очајничком покушају да спасе Шампиона, Ела стиже са својом кочијом и убија једног од плаћеника пре него што је успео да побегне. Шампион и Ник се налазе заробљени у колиби, а Ник убрзо умире. Људи из Кантона затим спаљују кочију и возе је према кабини и тако заробљавају Шампиона. Чемпион пише последњу поруку Ели и Џиму, а затим напушта кабину, пуцајући у Кантонове људе који га убијају на лицу места. Ела упозорава остале насељенике да Кантон и његови људи долазе, након чега они одлучују да узврате ударац под вођством Бриџиса. Ускоро се досељеници и плаћеници Кантона нађу у великој бици током које има великих жртава на обе стране (укључујући пијаног, поетског Ирвајна); Кантон иде по помоћ. Ела и Аверил се враћају на Чемпионово имање и проналазе његово тело заједно са писаном белешком.
Следећег дана, Аверел се невољно придружује насељеницима и предводи њихов напад на народ Кантона. Опет су жртве на обе стране огромне, а на крају дана се појављује Кантон са америчком војском, која стиже и зауставља сукоб, спасавајући тако остатак плаћеника. Касније у Елиној колиби, Бриџис, Ела и Аверил се припремају да заувек напусте Вајоминг, али Кантон их упада у заседу, који убија Бриџиса и Елу. Након што је сам убио Кантона и његове људе, очајни Аверил држи Елино мртво тело у својим рукама.
Епилог – Њупорт (Роуд Ајленд), 1903. 
Тринаест година касније, у новом веку, добро обучен голобради, али много старији Аверил шета палубом своје јахте у Њупорту (Роуд Ајленд). Он иде испод палубе где привлачна жена средњих година спава у луксузном будоару. Аверил је посматра без речи. Жена, његова стара девојка са Харварда (сада вероватно његова жена) се буди и тражи од њега цигарету. Пружа јој га, опет без речи. Након тога се спрема да поново изађе из собе, али се зауставља на вратима и немо је посматра. Она то не примећује. Брада му дрхти од емоција као да схвата да је упркос свом богатству и богатству много изгубио током крвавих догађаја у Вајомингу. Након тога, без речи, враћа се на палубу док јахта наставља да плови.